# Дзукки, Лоренцо
Лоренцо Дзукки, или Цу́кки (итал. Lorenzo Zucchi; 3 октября 1704, Венеция — 2 декабря 1779, Дрезден) — итальянский художник: рисовальщик и гравёр. Представитель большой семьи художников-гравёров венецианской школы. Мастер репродукционной гравюры: офорта и гравюры резцом на меди.

## Биография
Лоренцо был сыном Андреа Дзукки, братом Карло Дзукки Старшего 1682—1767) и Франческо Дзукки (1692—1764). Родственником семьи был живописец периода позднего барокко и неоклассицизма Пьетро Скальвини.
Первые уроки мастерства получил у отца, в 1726 году отправился в Дрезден. В 1738 году был назначен придворным гравёром и получил заказ на создание репродукционных гравюр для Дрезденской галереи по картинам Тициана, Рубенса и других мастеров.
В 1750 году Франческо Дзукки в поисках работы отправился в Дрезден. Его деятельность в Германии была прервана Семилетней войной, и ему пришлось вернуться в Венецию. Работал, в основном, в Северной Италии.
Лоренцо Дзукки является автором ряда важных исторических портретов по живописным оригиналам итальянских и фламандских художников, произведений на мифологические и библейские сюжеты.
В 1764 году Лоренцо Дзукки был назначен профессором только что основанной Дрезденской академии изобразительных искусств.

## Галерея

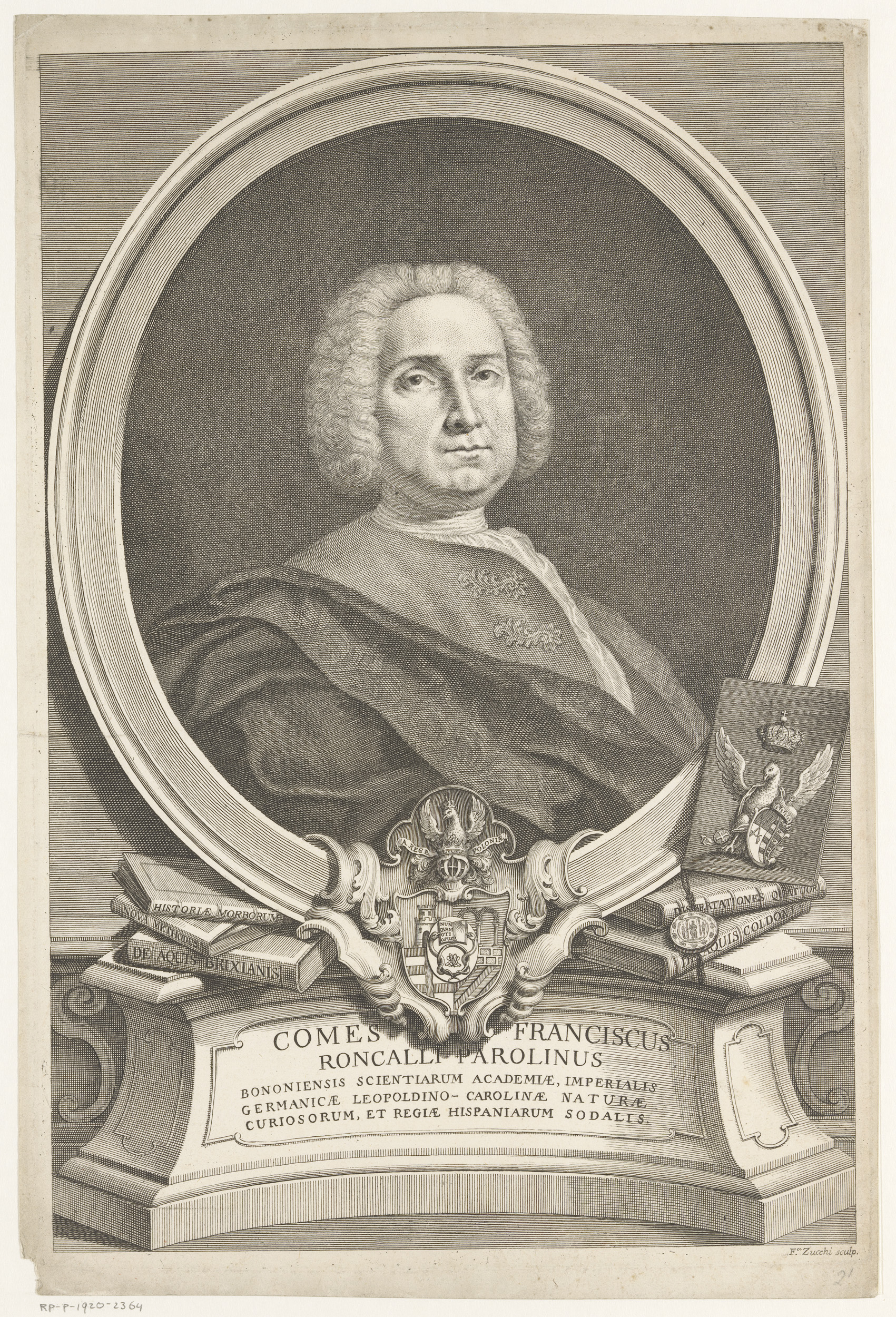
Портрет медика Франческо Ронкали Паролини.
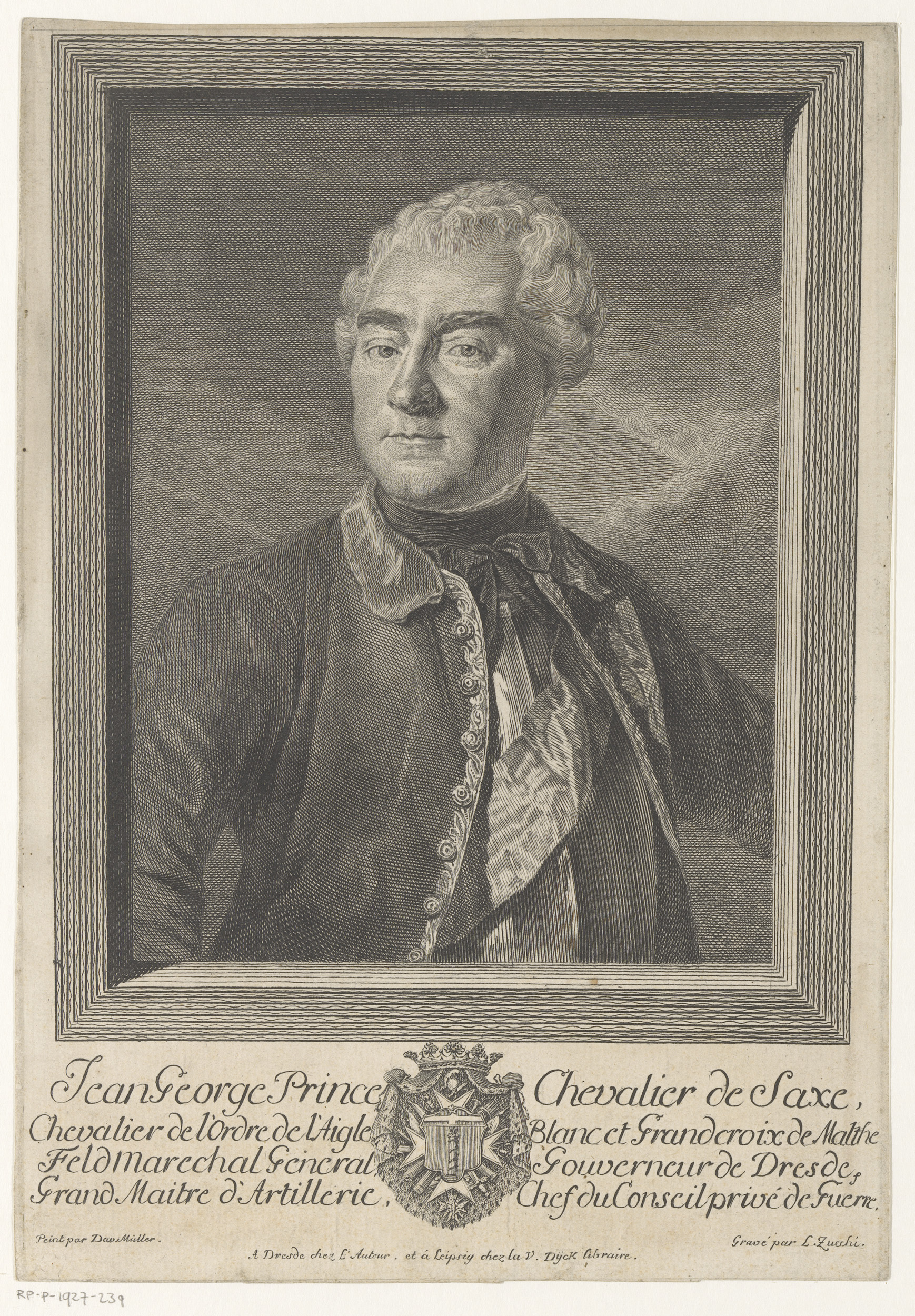
Портрет Иоганна Георга ван Саксена. По живописному оригиналу К. Д. Мюллера. Офорт
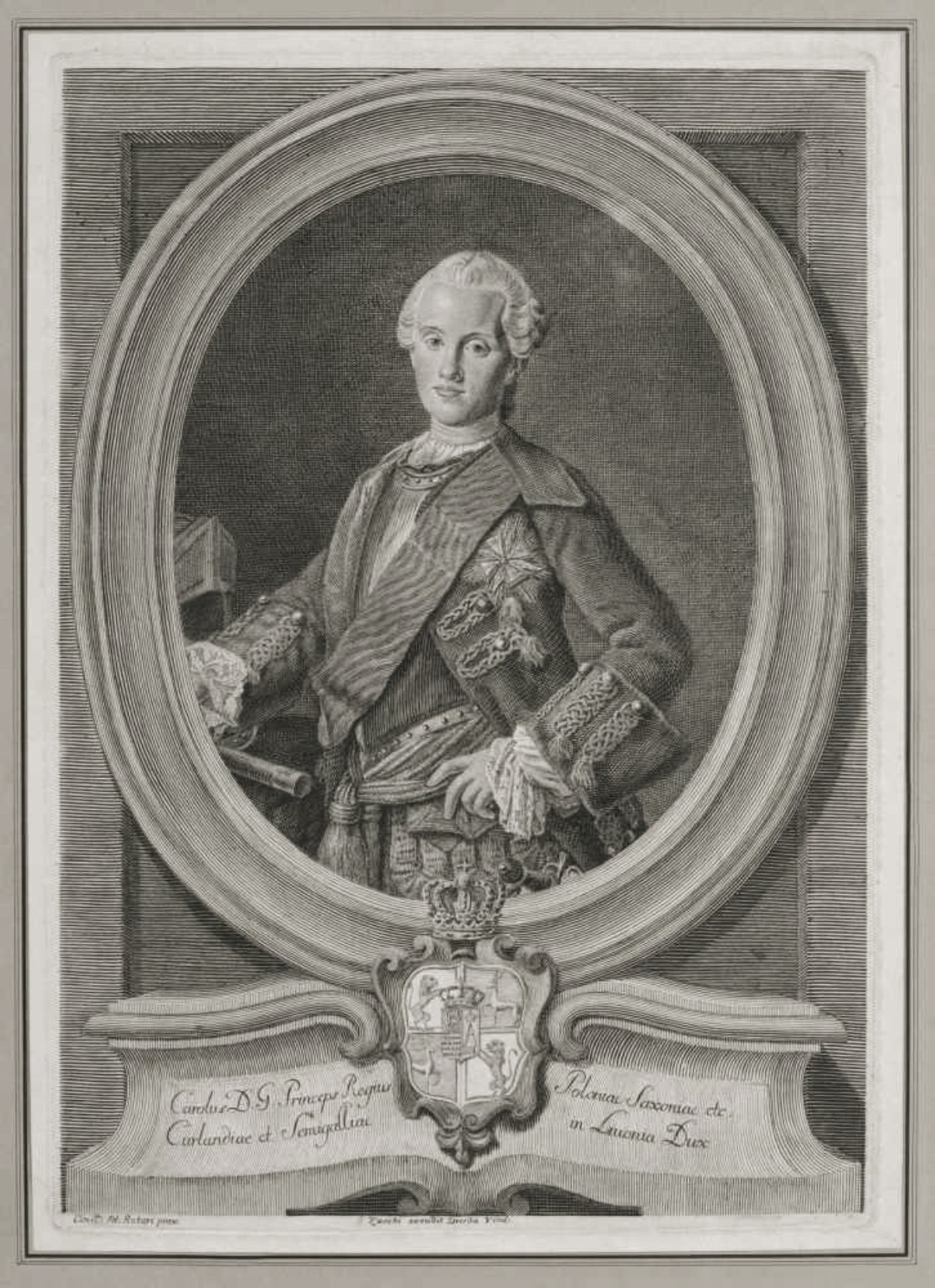
Портрет Карла Саксонского. По живописному оригиналу П. Ротари. Офорт
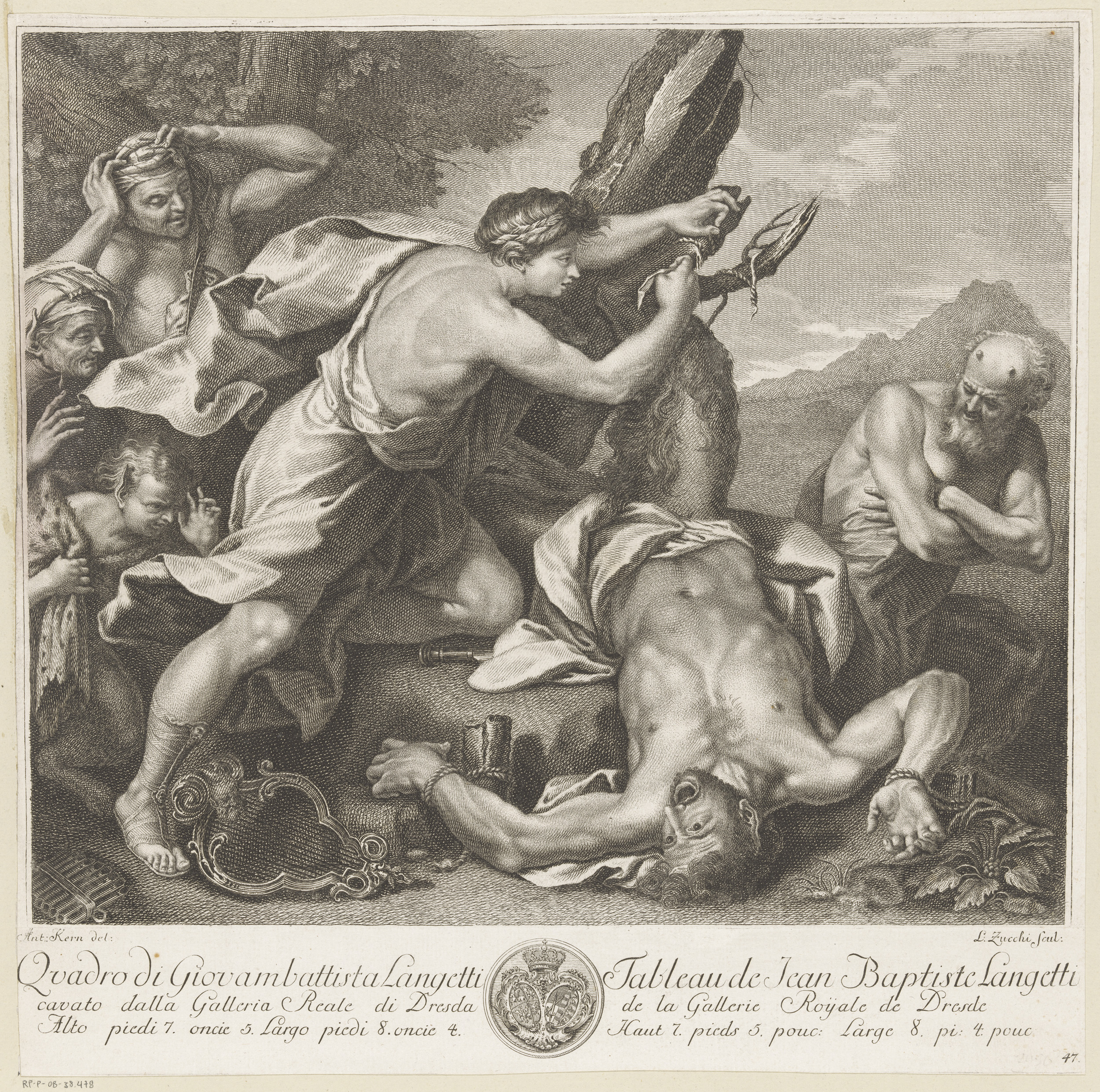
Аполлон привязывает Марсия к дереву. По живописному оригиналу Дж. Б. Лангетти. 1770-е гг. Гравюра резцом на меди
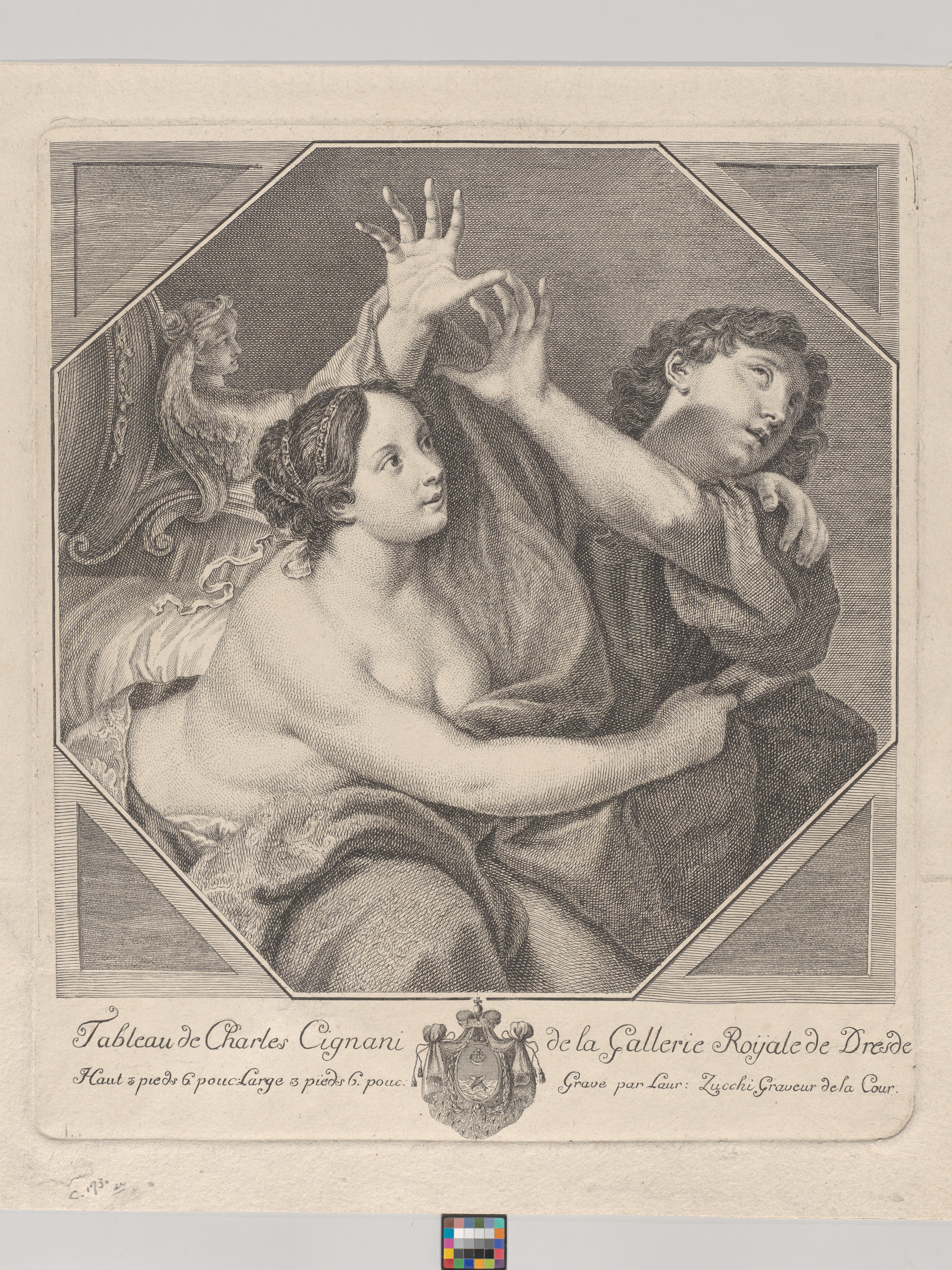
Иосиф, сын Иакова и жена Потифара. Офорт
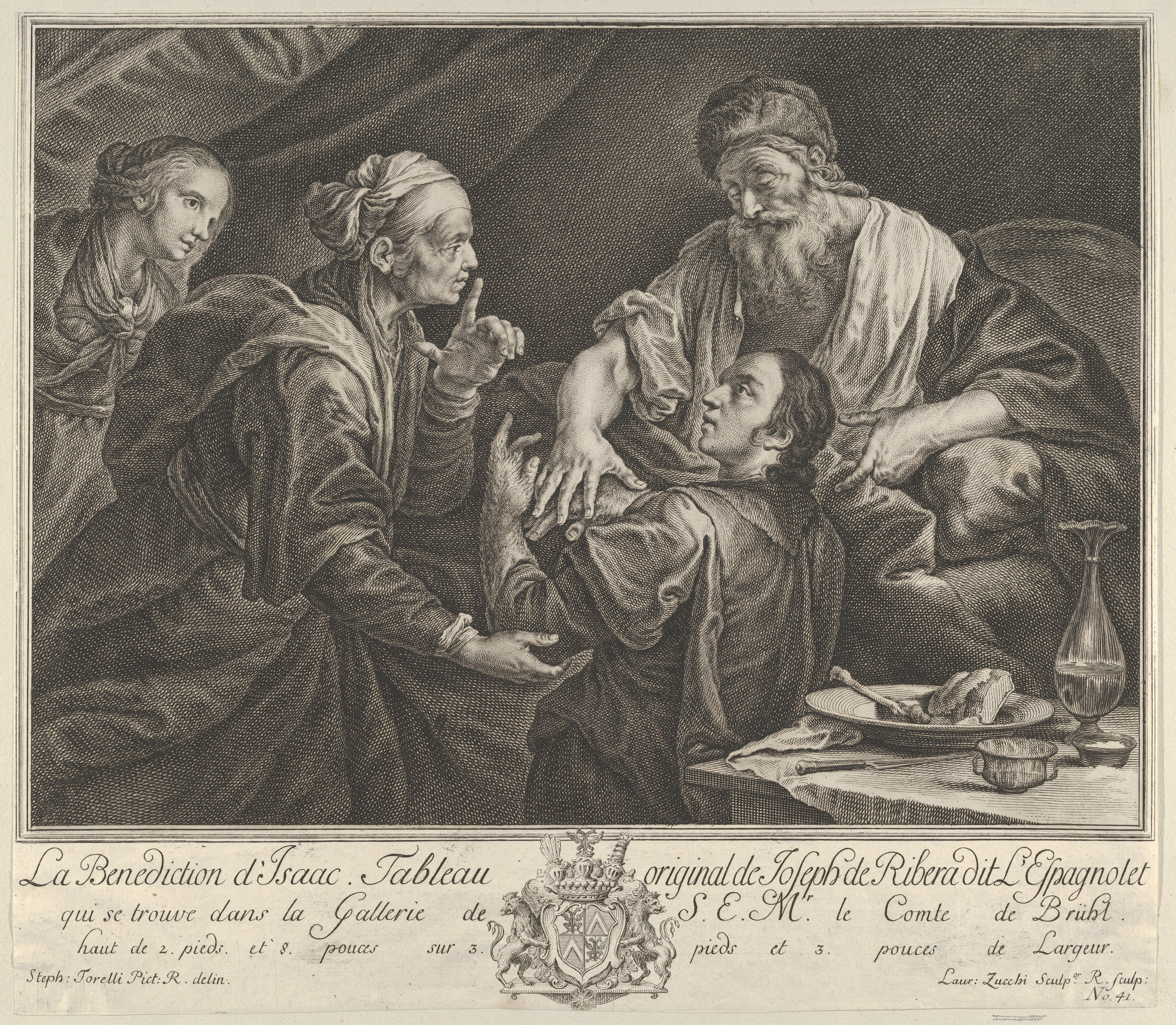
Исаак благословляет Иакова. По живописному оригиналу Х. де Риберы. Офорт